# Asiamericana
Asiamericana — сумнівний рід целурозаврів, відомий лише за поодинокими зубами, знайденими в формації Біссекти в Казахстані. Його назвали, щоб визнати наявність подібних викопних зубів у Центральній Азії та Північній Америці. Колись у крейдяний період ці регіони утворювали пов'язану сушу.

## Відкриття та найменування
Голотипні зуби були виявлені під час узбецько-російсько-британсько-американсько-канадської експедиції (URBAC) Левом Олександровичем Несовим між 1974 і 1985 роками та вперше описані Несовим (1985). Типовим видом є A. asiatica, яку назвав і описав Несов (1995).
Голотип A. asiatica — CCMGE 460/12457а два інші зуби (ZIN PH 1110/16 і ZIN PH 1129/16) також відомі. Усі три зуби відомі зі стоянки CBI-14 формації Біссекти в Казахстані.

## Опис
Самі зуби прямі, без звуження біля основи, без зубців.

## Класифікація
У своєму початковому описі незвичайних зубів Несов припустив, що вони можуть належати або рибам-зауродонтам, або динозаврам-спінозаврам. Пізніше він змінив свою думку, вирішивши, що вони безперечно являють собою останки тероподів, і цієї думки дотримувалися більшість пізніших дослідників, які виключили їх з огляду зубів спинозавридів з цієї причини.
Однак у 2013 році дослідження припустило, що зуби були ідентичні зубам, можливо, дромеозавриди Richardoestesia isosceles, і перейменували вид на Richardoestesia asiatica. Наступне дослідження підтвердило це у 2019 році.